# 雷法讷
雷法讷（法語：Reffannes，法語發音：[ʁɛfan]）是法国德塞夫勒省的一个市镇，属于帕尔特奈区。

## 地理
雷法讷（46°33'0"N, 0°11'20"W）面积8.58 平方千米，位于法国新阿基坦大区德塞夫勒省，该省份为法国西部内陆省份，北起曼恩-卢瓦尔省，西接旺代省，南至夏朗德省和滨海夏朗德省，东临维埃纳省。
与雷法讷接壤的市镇（或旧市镇、城区）包括：博略苏帕尔特奈、克拉韦、圣兰、沃斯鲁、莱沙特利耶。

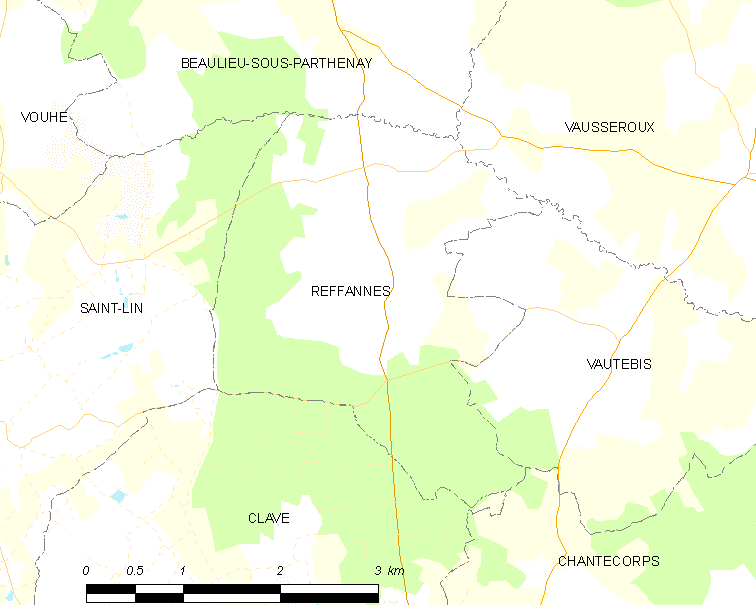
雷法讷的OSM定位图

雷法讷的时区为UTC+01:00、UTC+02:00（夏令时）。

## 行政
雷法讷的邮政编码为79420，INSEE市镇编码为79225。

## 政治
雷法讷所属的省级选区为拉加蒂讷县。

## 人口

1962-2008年间雷法讷人口变化图示

雷法讷于2022年1月1日时的人口数量为386人。